# Plintsberg en Tällbergs station
Plintsberg en Tällbergs station (Zweeds: Plintsberg och Tällbergs station) is een småort in de gemeente Leksand in het landschap Dalarna en de provincie Dalarnas län in Zweden. Het småort heeft 162 inwoners (2005) en een oppervlakte van 24 hectare. Eigenlijk bestaat het småort uit twee plaatsen: Plintsberg en Tällbergs station.